# Microgynoecium
Microgynoecium là chi thực vật có hoa trong họ Amaranthaceae.